# 砂仁
砂仁是薑科砂仁屬植物，分佈於中國福建、廣東、廣西、雲南以及中南半岛、南亚东北部。《中国药典》共收录三种砂仁，即阳春砂、绿壳砂、海南砂。福建的长泰砂仁栽培历史也很长，最早见于1687年的《长泰县志》，但其实与阳春砂仁是同一物种。

## 变种
砂仁有以下变种：
- 砂仁（原变种）
- 缩砂密

## 药用
砂仁果实為傳統中藥材之一。功效主要是化濕、行氣、溫中，治療嘔噁、瀉下等腸胃道疾患。
在炮製方面的運用，熟地黃乃生地黃加入酒與砂仁拌炒後，經九蒸九曬製成。

## 外部連結
- 陽春砂 藥用植物圖像數據庫 (香港浸會大學中醫藥學院) （中文）（英文）
- 砂仁 中藥材圖像數據庫  (香港浸會大學中醫藥學院) （中文）（英文）
- 砂仁 Sha Ren （页面存档备份，存于） 中藥標本數據庫 (香港浸會大學中醫藥學院) （繁體中文）（英文）